# Gramàtica del català contemporani
A Gramàtica del català contemporani (magyarul Kortárs katalán nyelvtan, a továbbiakban: GCC) háromkötetes összefoglaló mű mely leírja a mai modern katalán nyelvtanát. Számos különböző, főleg katalán egyetemeken dolgozó szerzők tollából származik Joan Solà főszerkesztő vezetésével és Maria-Rosa Lloret, Manuel Pérez Saldanya és Joan Mascaró szerkesztők közreműködésével.A GCC a katalán nyelv mondat- és alaktanának jelenleg a legrészletesebb szakkönyve. Először 2002-ben adta ki a barcelonai Empúries kiadó.

## A mű felépítése
A GCC három kötete öt részből áll, összesen 3616 oldalon, az alábbi felosztás szerint:
Volum 1 (1. kötet)
- Introducció: La llengua catalana: presentació general – Bevezetés: A katalán nyelv: általános bemutatás
- Fonètica i fonologia – Fonetika és fonológia
- Morfologia – Morfológia (alaktan)

Volum 2 (2. kötet)
- Sintaxi (1-16) – Szintaxis (mondattan) 1-16. fejezet

Volum 3 (3. kötet)
- Sintaxi (17-31) – Szintaxis (mondattan) 17-31. fejezet
- Índexs – Indexek (mutatók – bibliográfia, tárgymutató, általános tartalomjegyzék)

Az első kötet ezen kívül tartalmaz még egy előszót, megjegyzéseket az adott kiadáshoz, a szerzők rövid ismertetőjét és a jelek, rövidítések magyarázatát, mindezt a bevezető rész előtt.